# Da operam ne quid umquam invitus facias
Da operam ne quid umquam invitus facias (лат. изговор: да операм не квид умквам инвитус фацијас). Настој да никад ништа против своје воље не учиниш. (Сенека)

## Поријекло изреке
Ову изреку је изрекао почетком нове ере познати римски књижевник и филозоф Сенека.

## Тумачење
Околности су моћне, али сопствена воља мора побјеђивати.